# Carlos Alfonso Mellado
Carlos Luis Alfonso Mellado (Valencia, 1953) es un catedrático universitario y jurista valenciano, expresidente del Comité Económico y Social de la Comunidad Valenciana, ex-magistrado del Tribunal Superior de Justicia y ex-Decano de la Facultad de Derecho de la Universidad de Valencia. Colaborador en medios de comunicación como El País, Cadena Ser, La Sexta, Radio Televisión Española, Las Provincias o Levante-EMV.

## Biografía
Catedrático de Universidad en la Facultad de Derecho de la Universidad de Valencia de la que sería primero Vicedecano y más tarde Decano. Asimismo fue durante varios años presidente de la junta electoral de dicha Universidad, institución a la que lleva vinculado más de 30 años. Igualmente es director de la Cátedra Universitaria sobre Trabajo Autónomo.

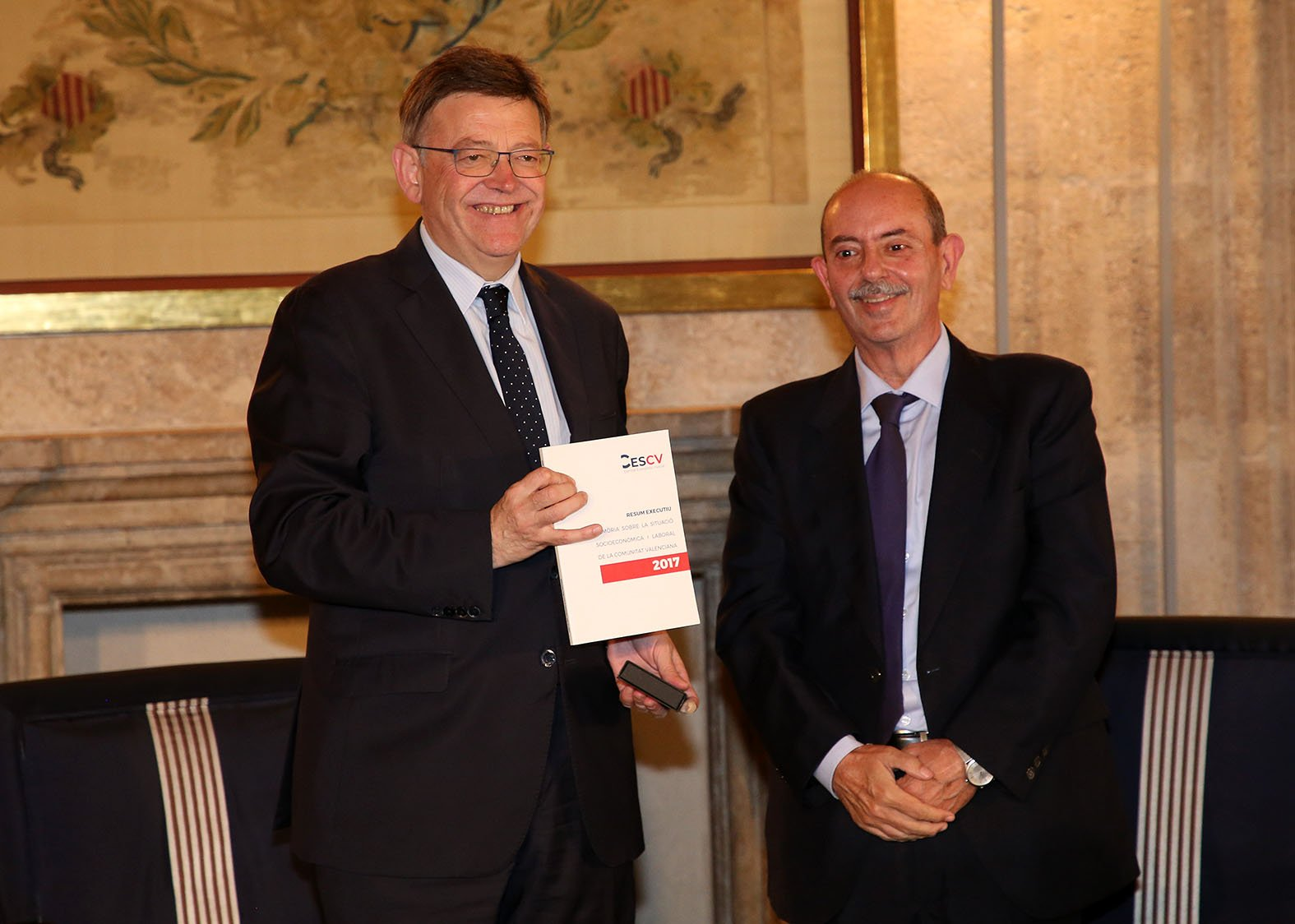
Carlos Alfonso entrega la memoria del CES a Ximo Puig, President de la Generalitat Valenciana.

Autor de más de un centenar de artículos especializados para publicaciones españolas y exteriores y decenas de libros, escritos solo o en colaboración, ha participado como profesor o ponente en un gran número de cursos, jornadas y charlas en múltiples universidades y otras instituciones tanto en España como para instituciones educativas extranjeras. Ha sido director y miembro del tribunal de múltiples tesis doctorales entre ellas de magistrados, ministros, profesores y catedráticos de universidad entre otros juristas. Ha sido también director y/o profesor de múltiples cursos de postgrado, doctorado y máster, entre los que se incluyen director y profesor del máster en derecho del trabajo de la Universidad de Valencia y profesor y director del máster de abogacía del Ilustre Colegio de Abogados de Valencia, así como de otros cursos y seminarios incluyendo cursos impartidos en diversos países extranjeros. Ha sido asimismo director e investigador en múltiples proyectos de I+D. Director y profesor de cursos de formación para funcionarios, jueces, fiscales o magistrados así como director y profesor de cursos en distintas entidades educativas, profesionales, sindicales y empresariales. Es miembro del consejo de redacción de la “Revista de Derecho Social" y miembro del Patronato de la Fundación FEIS dedicada a investigación en temas sociales y del Observatorio para la Negociación Colectiva. 

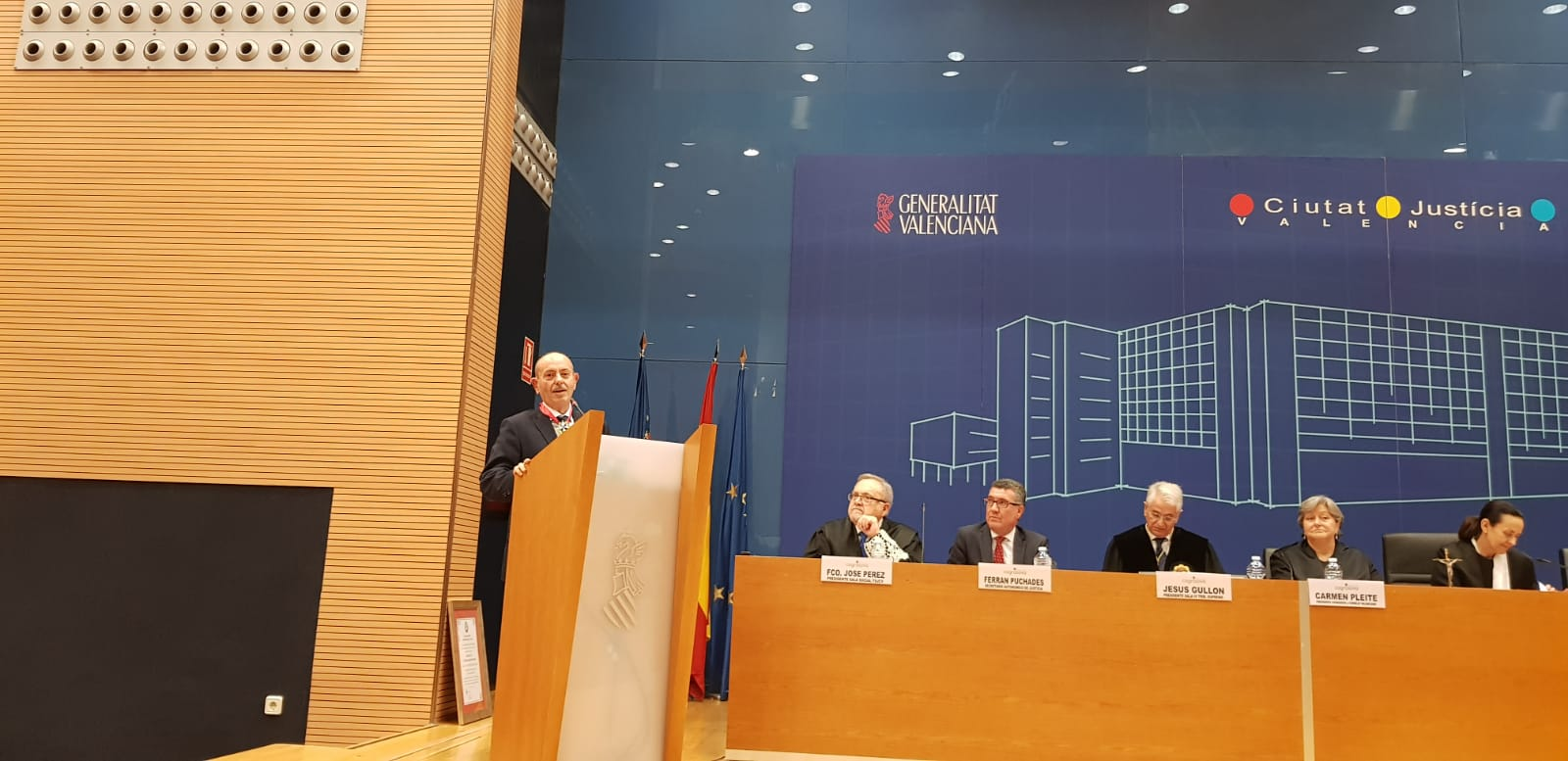
Carlos Alfonso Recibe la Gran Cruz de la Justicia Social en presencia de la Presidenta del Tribunal Superior de Justicia de la Comunidad Valenciana, del Presidente de su Sala de lo Social y del Presidente de la Sala de lo Social del Tribunal Supremo de España.

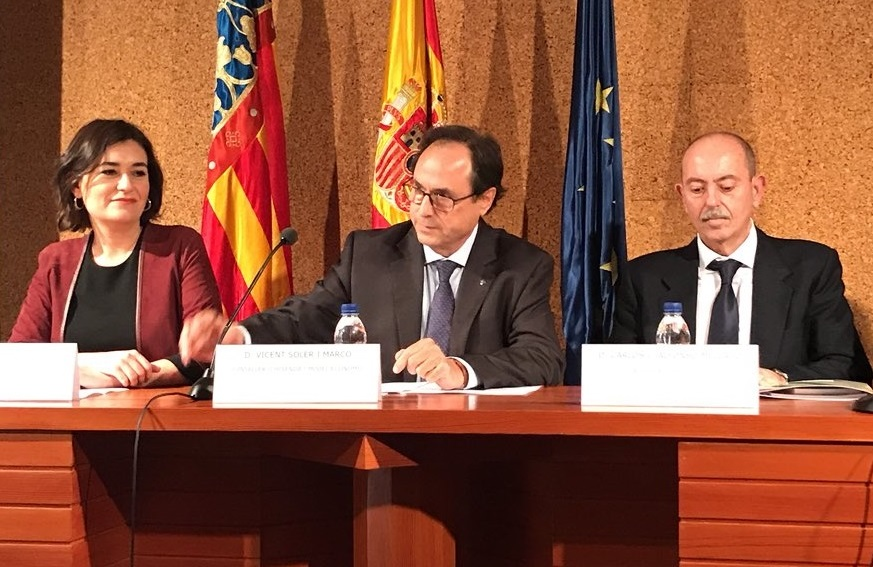
Carlos Alfonso en su toma de posesión como Presidente del CES junto a la Ministra de Sanidad Carmen Montón y el Conseller de Economía Vicent Soler.

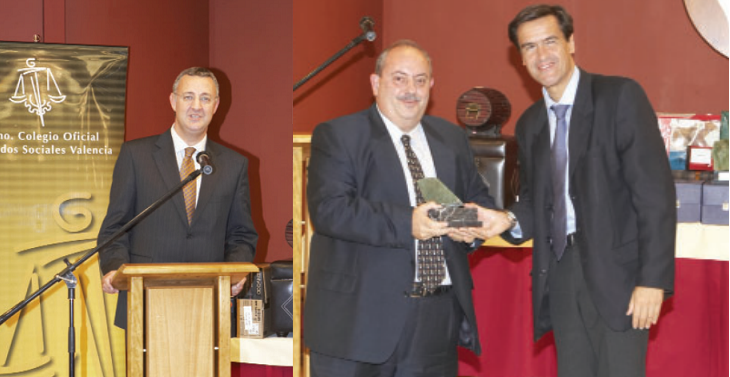
Carlos Alfonso recibe el premio Aequitas en presencia de los ministros Jesús Caldera y Juan Fernando López Aguilar.

Ha participado en artículos, cursos o proyectos para múltiples instituciones privadas (educativas, editoriales -como Bomarzo, Tirant Lo Blanch, Thomson Aranzadi o CISS-, empresas, sindicatos -como CCOO o UGT-, patronal, colegios profesionales o cámaras de comercio) y públicas como el Ministerio de Educación y cultura, la Conferencia de Rectores de las Universidades Españolas (CRUE), la Secretaría de Estado de Universidades e Investigación, el Ministerio de Empleo y Seguridad Social, el Ministerio de Trabajo y Asuntos Sociales y el Ministerio de Trabajo e Inmigración, el Consejo Económico y Social, La Generalidad Valenciana, El Poder Judicial - CGPJ, El Instituto de Derecho Europeo o la Federación Valenciana de Municipios y Provincias, la Federació de Municipis de Catalunya o la Diputació de Barcelona entre otras en la administración pública, así como para el poder judicial o universidades -entre ellas la Universidad Jaume I de Castellón, UIMP, Universidad de Castilla-La Mancha, Universidad de Zaragoza, Universidad Autónoma de Barcelona, Universidad Oberta de Catalunya o Universidad de Valencia entre otras universidsdes públicas y privadas nacionales o internacionales como la Universidad de Varsovia, Universidad San Carlos de Guatemala, Universidad de La Habana o la Universidad Joao Pessoa de Brasil- y fundaciones como la Fundación Universidad-Empresa ADEIT y gobiernos autonómicos como el valenciano o de cantabria entre otros así como para las cortes generales.
Previamente a ser nombrado miembro de la junta directiva de esta Facultad fue Magistrado de la Sala de lo Social del Tribunal Superior de Justicia, cargo que efectivamente abandonó cuando se le nombró Vicedecano en dicha institución universitaria.
Dedicada toda su vida al mundo universitario y al derecho ejerció en sus primeros años la profesión de abogado laboralista en el sindicado Comisiones Obreras del País Valenciano bajo la dirección del Secretario General Antonio Montalbán junto con otros abogados como Ricardo Peralta, anterior Delegado del Gobierno en la Comunidad Valenciana tras licenciarse en derecho en la Universidad de Valencia, institución en la que también se doctoró en derecho.
Ha sido miembro del Tribunal de Arbitraje Laboral de la Comunidad Valenciana así como del SIMA (Servicio Interconfederal de Mediación y Arbitraje, fundación para la solución de conflictos de CCOO, UGT, CEOE y CEPYME), habiendo desempeñado una dilatada experiencia profesional como negociador, asesor y mediador. En ese papel ha asesorado en múltiples reformas legislativas así como en políticas educativas, económicas y de empleo con distintos gobiernos, de diverso signo político, habiendo adquirido un importante respeto en estas materias por todos los principales partidos políticos de distingo signo además de haber asesorado y mediado en importantes asuntos institucionales, económicos y empresariales incluyendo a las principales empresas públicas y privadas del país, habiendo sido nombrado por distintos gobiernos de distinta ideología política como mediador en los principales conflictos laborales.
Ha sido también miembro del Consejo Superior Arbitral de la Cámara de Comercio de Valencia y de otras organizaciones sociales valencianas. Así asesoró y participó de las negociaciones entre el gobierno valenciano del PP presidido por Alberto Fabra y los sindicatos para evitar el cierre de RTVV (en cuyos últimos días y últimas horas de emisión apareció entrevistado en diversas ocasiones) y participó posteriormente en las propuestas para un nuevo modelo de comunicación audiovisual valenciano del lado de los periodistas valencianos.
Recibió el premio Aequitas del Colegio Oficial de Graduados Sociales como reconocimiento a su trayectoria profesional de la mano del Ministro de Justicia, Juan Fernando López Aguilar, y del Ministro de trabajo, Jesús Caldera, que acudieron al acto, ambos en ese momento titulares de dichas carteras en el gobierno socialista. Ha recibido la primera gran cruz de la justicia social valenciana y la cruz distinguida de primera clase de San Raimundo de Peñafort que reconoce a juristas de reconocido prestigio por el Ministerio de Justicia entre otros reconocimientos como el nombramiento como asociado de honor de la asociación profesional de asesores fiscales, los sindicatos, la asociación valenciana de técnicos de personal de la administración local o el colegio de graduados sociales entre otras instituciones.
Fue propuesto como candidato independiente (no afiliado a ningún partido político) de consenso por la patronal, sindicatos y gobierno (integrado por PSOE, Compromís y Unidas Podemos) para presidir el Comité Económico y Social CV cargo que se mostró dispuesto a aceptar a diferencia de los rechazos que había mostrado con anterioridad respecto de la aceptación otros cargos institucionales y políticos para los que fue propuesto en diversas ocasiones (Congreso, Senado o a formar parte de distintos ejecutivos) por distintos partidos políticos salvo en alguna puntual excepción en la que había resultado elegido también como independiente. Siendo nombrado presidente del Comité Económico y Social por el pleno del consell en fecha 24 de noviembre de 2017 tras haber sido elegido por el pleno del organismo sin ningún voto en contra a propuesta de los 4 miembros competentes en la materia del consell presidido por Ximo Puig y con Mónica Oltra como vicepresidente. Continuó como presidente de este órgano estatutario (de los recogidos por el Estatuto de Autonomía de la Comunidad Valenciana) tras las elecciones celebradas en 2019 que mantuvieron a Ximo Puig como presidente del Consell y a Mónica Oltra como vicepresidente junto con Rubén Martínez Dalmau. Consecuente con su compromiso social y defensa del sector público en ninguno de los 5 años naturales que transcurrieron durante su periodo como presidente de esta institución pública percibió salario de este organismo evitando así que, en el presupuesto del organismo público, se tuviese que incorporar un coste para la entidad que podría haber llegado a superar los 80.000 euros anuales con todos los conceptos asociados.
Miembro del tribunal en múltiples premios y oposiciones y director de múltiples tesis doctorales así como miembro del tribunal de otras tesis doctorales en diversas instituciones universitarias de todo el país, entre las que destacan las de diversos juristas, magistrados, profesores o catedráticos universitarios o del exministro de trabajo del gobierno de Aznar del Partido Popular, Manuel Pimentel entre otros políticos (diputados autonómicos y en las cortes generales nacionales, concejales o miembros de gobierno) de diferente signo político (desde el partido popular hasta izquierda unida). Ha presidido o sido miembro del tribunal de oposiciones a diversos cuerpos de funcionarios como el de catedráticos de universidad.
Ha desarrollado gran parte de su carrera profesional en el Departamento de Derecho del Trabajo de la Facultad de Derecho de la Universidad de Valencia del que fue secretario de departamento siendo Profesor Titular. Posteriormente sería vicedecano y decano de esta Facultad siendo en la actualidad Catedrático de Universidad de esta institución. Ha sido miembro de la junta de la Facultad de Derecho y del claustro de la Universidad de Valencia así como presidente de la junta electoral de esta Universidad. Fue también Secretario de la Escuela Social del Ministerio de Trabajo y de la Escuela Universitaria de Relaciones Laborales de la Universidad de Valencia.
Ha participado en múltiples proyectos de investigación y desarrollo, incluyendo proyectos del Plan Nacional de Investigación Científica, Desarrollo e Innovación Tecnológica y del Plan Nacional de I+D. Es el primer director de la cátedra de Trabajo Autónomo, un proyecto auspiciado por él mismo junto con ATA (la mayor organización de trabajadores autónomos integrada en la patronal CEOE) para acercar la Universidad a la sociedad, la empresa y los diversos sectores productivos. Ha sido generalmente reconocido como una persona de consenso entre partidos políticos de opuesto signo político e ideología y entre patronal y sindicatos habiendo mediado entre ellos en múltiples asuntos teniendo un amplio reconocimiento entre los diferentes actores sociales destacando empresarios, sindicatos, políticos, juristas y universitarios. Sus informes y periciales-testificales en los juzgados analizando diversas cuestiones (como la contratación de asesores o la contratación de personal de alta dirección de forma discrecional en la administración) han librado de la imputación a determinados políticos y han integrado la motivación para la absolución de otros en procedimientos penales.
Es o ha sido miembro del consejo de redacción o científico de diversas publicaciones o entidades entre las que destaca la organización internacional ATTAC en España del que también forman parte otras personalidades como Alberto Garzón, Gerardo Pisarello o Juan Carlos Monedero y en cuyo comité de apoyo se encontraban otras como Adela Cortina (también catedrática de la Universidad de Valencia), Almudena Grandes, Ángel Gabilondo, Fernando Trueba, Lucía Etxebarría o Luis Eduardo Aute.
Asimismo es habitual su participación en actividades sociales, culturales y educativas en las que ha concurrido con otros juristas, académicos, representantes de agentes sociales y políticos (antes, durante o después de su mandato) de distinto signo como el Ministro de cultura y deporte del PSOE, José Manuel Rodríguez Uribes con el que además coincidió durante varios años como compañero en la Facultad de Derecho de la Universidad de Valencia, la Ministra de Trabajo de Podemos Yolanda Díaz y el Secretario de Estado de Trabajo Joaquín Pérez Rey, el Director General de la Agencia Tributaria, la Ministra de Hacienda María Jesús Montero o el secretario general de CCOO, Unai Sordo, la exvicepresidenta del Gobierno del PSOE y  expresidenta del Consejo de Estado María Teresa Fernández de la Vega o el exministro de Trabajo del PP Manuel Pimentel así como la ministra de defensa del PSOE Margarita Robles, el expresidente del Tribunal Supremo Gonzalo Moliner, los expresidentes del Tribunal Constitucional María Emilia Casas o Francisco Pérez de los Cobos, o el padre de la constitución Gregorio Peces-Barba así como con secretarios de estado, como el Secretario de Estado de Seguridad Social Tomás Burgos del gobierno del Partido Popular dirigido por Mariano Rajoy o presidentes de diversas instituciones como el presidente del Consejo Económico y Social, Antón Costas, en distintos momentos de su carrera profesional entre otros ministros, políticos, juristas, miembros de patronales, sindicalistas y académicos.
Como autor posee centenares de obras entre libros escritos en solitario, coordinación de obras colectivas y participación en diferentes obras colectivas así como artículos en revistas especializadas y otras publicaciones ampliamente citadas y disponibles en las principales bibliotecas nacionales (como la Biblioteca Nacional de España) e internacionales (como la Biblioteca del Congreso de los Estados Unidos). Autor en una gran diversidad de editoriales es autor o coordinador de diversos manuales de la editorial Tirant Lo Blanch y de compendios de referencia en editoriales como CISS Wolters Kluwer o la misma Tirant Lo Blanch. Fue además uno de los impulsores de la editorial Bomarzo.
Ha participado como conferenciante u organizador en múltiples actividades, entre ellas del Instituto de Derechos Humanos, la fundación Jaime Vera, vinculada al PSOE, y como conferenciante y organizador en actividades de la Fundación CEPS, vinculada estrechamente a los fundadores de Podemos (de ella fueron también integrantes en este tiempo Pablo Iglesias Turrión, vicepresidente del gobierno, Luis Alegre, Juan Carlos Monedero o Íñigo Errejón) y dirigida o integrada también, en diversos momentos, por otros profesores de la Facultad de Derecho de la Universidad de Valencia, que ha nutrido a gran parte de dirigentes fundadores de Podemos. Ha participado también activamente en actividades de Izquierda Unida (España) o de fundaciones vinculadas a Comisiones Obreras (CCOO) y Unión General de Trabajadores (UGT) así como en actividades de diversas patronales y organizaciones de empresarios, siendo por ejemplo director de la cátedra de trabajo Autónomo de ATA, la principal organización de trabajadores autónomos integrada en la Confederación Española de Organizaciones Empresariales (CEOE, principal patronal Española) y que cuenta con una vicepresidencia de la misma, entre otros muchos movimientos y organizaciones sociales. Entre estos se encuentra su participación para el nacimiento de la coalición Compromís pel País Valencià, origen de Compromís (en sus inicios como acuerdo entre Bloc y Esquerra Unida del País Valenciá-EUPV), que fue agradecida en el acto de presentación, o múltiples actividades del sindicato UGT y, sobre todo, Comisiones Obreras, sindicato que le rindió homenaje en múltiples ocasiones recibiendo una placa en reconocimiento a su trayectoria por su secretario general, Unai Sordo.
Sin afiliación a ningún partido político ha sido considerado generalmente una persona progresista, especialmente en la protección de derechos sociales, aunque ha mantenido siempre su independencia ideológica mostrándose, por ejemplo, emocionado en el otorgamiento de la primera cruz social valenciana al señalarse como creyente en su discurso.
Renunció a final de 2021 a la presidencia del Comité Económico y Social, a petición propia, comunicándolo así al presidente en septiembre de dicho año siguiendo su actividad como jurista y catedrático de derecho del trabajo y seguridad social en la Universidad de Valencia. Su papel al frente del Comité Económico y Social fue reconocido por miembros de patronal, sindicatos, gobierno autonómico y gobierno del estado.